# ريكاردو فارغاس
ريكاردو فارغاس (بالإسبانية: Ricardo Vargas)‏ هو سباح مكسيكي، ولد في 21 نوفمبر 1997 في كويرنافاكا في المكسيك.

## روابط خارجية
- ريكاردو فارغاس على موقع الاتحاد الدولي للسباحة (الإنجليزية)
- ريكاردو فارغاس على موقع SwimRankings.net (الإنجليزية)
- ريكاردو فارغاس على موقع اللجنة الأولمبية الدولية (الإنجليزية)
- ريكاردو فارغاس على موقع أوليمبيديا (الإنجليزية)